# 인도의 코로나19 범유행
다음은 인도에서의 코로나19 범유행에 관한 설명이다.

## 배경
세계보건기구(WHO)는 12일 2019년 12월 31일 처음 WHO의 주목을 받았던 중화인민공화국 후베이성 우한시의 한 집단에서 신종 코로나바이러스가 호흡기 질환의 원인임을 확인했다. 이 군단은 처음에 우한화난수산물도매시장과 연결되어 있었다. 그러나 실험실 확정 결과가 나온 그 첫 사례들 중 일부는 시장과 연관성이 없었고, 전염병의 근원은 알려져 있지 않다.
2003년 사스와 달리 COVID-19의 경우 치명률은 훨씬 낮았지만, 총 사망자 수가 상당할 정도로 감염 경로는 훨씬 더 컸다. COVID-19는 전형적으로 약 7일 정도의 독감과 유사한 증상을 보이며, 그 후 일부 사람들은 병원에 입원해야 하는 바이러스성 폐렴의 증상으로 발전한다. 3월 19일부터 COVID-19는 더 이상 "높은 결과 감염병"으로 분류되지 않았다.

## 경과

### 2020년

#### 2020년 1월
1월 30일, 케랄라주에서 첫 확진자가 발생하였다. 우한 대학교에서 케랄라주로 돌아온 유학생으로 알려졌다.

#### 2020년 2월
2월 2일, 케랄라에서 인도와 중국 사이를 정기적으로 여행했던 두 번째 확진자가 나왔다. 2월 3일, 케랄라의 카사라고드에서 우한시를 여행했던 세번째 확진자가 나왔다. 세명 모두 감염에서 회복되었다.

#### 2020년 3월
3월 12일 인도의 첫번째 코로나19 사망자가 밝혀졌다. 남부 카르나타카 주 보건 당국은 3월 10일 사망한 76세 남성이 코로나19 확진자로 사후 판명됐다고 밝혔다. 해당 남성은 2월 29일 사우디아라비아에서 입국했으며 코로나19 감염 의심자로 분류되어 검사 결과를 기다리던 중이었다. 이 남성은 평소 폐렴·고혈압·천식 등을 앓고 있던 것으로 알려졌다. 직후 인도 정부는 3월 13일부터 4월 15일까지 외교·고용 등 일부를 제외한 모든 비자의 효력을 정지하기로 했고, 이로써 사실상 외국인 입국을 막게 되었다. 더불어 델리 주는 3월 31일까지 극장을 폐쇄하고 휴교령을 내렸다.

#### 2020년 9월
9월 초 코로나19 일일 신규 확진자가 9만명을 넘기며 세계 신기록을 세웠다. 이 기록은 몇 달 안되어 미국에 의해 깨지게 되었다.

#### 2020년 12월
12월 19일, 누적 확진자가 1000만명을 넘어섰다. 세계 2번째다.

### 2021년

#### 2021년 1월
1월 16일, 아스트라제네카의 백신과 인도 바이오 기업 바라트 바이오테크의 백신 이렇게 2종류의 코로나19 백신 접종을 시작했다.

#### 2021년 3월
3월 13일, 인도의 코로나 확산세가 복합적인 이유로 다소 주춤한 사이에 브라질의 코로나 확산세가 변이 바이러스의 확산으로 다시 커지면서 국가별 기록이 역전하게 되었다. 하지만 3월 하순이 되자 방역의 허점을 파고들며 변이 바이러스가 침투하게 되는 바람에 다시 확산세가 커지면서 우려가 커지고 있다.

#### 2021년 5월
5월 1일, 폭증하는 인도의 코로나19 일일 신규 확진자 수가 처음으로 40만명을 돌파했다. 이에 인도 당국은 이날부터 백신 접종 대상 연령을 기존 45세 이상에서 18세 이상으로 확대했다.
5월 4일, 신규 확진자가 하루 30만명 이상씩 발생하면서 누적 2000만명을 돌파했다. 미국에 이어 전 세계 두 번째로 코로나19 확진자 2000만명을 넘어섰다.
5월 6일, 오전 기준 인도의 하루 신규 확진자가 41만 2천2백여 명으로 집계되면서 잠시 주춤하던 인도의 코로나19 하루 신규 확진자가 41만 명을 넘어서며 세계 최다 기록을 다시 갈아치웠다. 지금 같은 확산이 이어질 경우 현재 22만 명인 누적 사망자가 다음 달 두 배로 늘어나고, 7월 말이면 100만 명을 넘어설 것이란 암울한 전망도 나오고 있다.
5월 8일, 인도의 코로나19 상황이 갈수록 심각해지는 가운데 현지 시간 금요일 일일 확진자 수는 또다시 기존 최다 기록을 갈아치웠다. 현지시간으로 7일 인도의 일일 신규 확진자는 41만 4188명으로 집계돼 전날 작성된 최고 기록을 또다시 갈아치웠다. 전문가들은 의료 체계가 마비된 상황에서 코로나19 사태를 진정시키려면 강도 높은 전국 봉쇄외엔 다른 대안이 없다며 목소리를 높이고 있다. 하지만 이날도 인도 남부 도시의 이슬람 사원에서는 마스크도 쓰지 않고 집단 기도예배에 참석한 사람들이 카메라에 잡혀 우려를 자아냈다.

## 같이 보기
- 코로나19 범유행에 관한 대피